# Herrschaft
Herrschaft wird sozialwissenschaftlich nach dem Soziologen Max Weber definiert: „Herrschaft soll heißen die Chance, für einen Befehl bestimmten Inhalts bei angebbaren Personen Gehorsam zu finden.“ Im Gegensatz zur „Macht“ setzt Herrschaft nach Weber Legitimität voraus, die erst durch die Akzeptanz der Herrschenden durch die Beherrschten sichergestellt wird (Legitimitätsglauben). Neben diesem klassischen soziologischen Verständnis wird auch in den Staatswissenschaften und Geschichtswissenschaften zwischen verschiedenen Formen der sozialen Herrschaft unterschieden, insbesondere nach Zahl und Absichten der Herrschenden. Dieter Nohlens Lexikon der Politik definiert Herrschaft als „asymmetrische soziale Beziehung mit stabilisierter Verhaltenserwartung, wonach die Anordnungen einer übergeordneten Instanz von deren Adressaten befolgt werden“.

## Soziologie
Der klassische sozialwissenschaftliche Herrschaftsbegriff beruht auf der Herrschaftstypologie von Max Weber. Demzufolge müssen die Beherrschten eine Legitimität der Herrschenden anerkennen, damit Herrschaft entsteht. Im Unterschied zu seiner Definition der Macht (die er als soziologisch amorph, also formlos bezeichnet) setzt Herrschaft ein bestimmtes Maß an Dauerhaftigkeit voraus; sie ist eine institutionalisierte Form von Über- und Unterordnung, die jedoch keinerlei hierarchische Strukturen voraussetzt.
Dadurch, dass Weber ein Minimum an Gehorsam voraussetzt, geht seine Definition über die von Karl Marx hinaus, dessen Herrschaftsbegriff auf politischer Macht basierte. Ähnlich meint Franz Oppenheimer mit Herrschaft eine Beziehung zwischen zwei rechtsungleichen sozialen Klassen. Er unterscheidet mit Otto von Gierke die Herrschaft als vertikale Sozialbeziehung von der Genossenschaft als horizontale Beziehung.

### Max Webers Begriffsdefinition

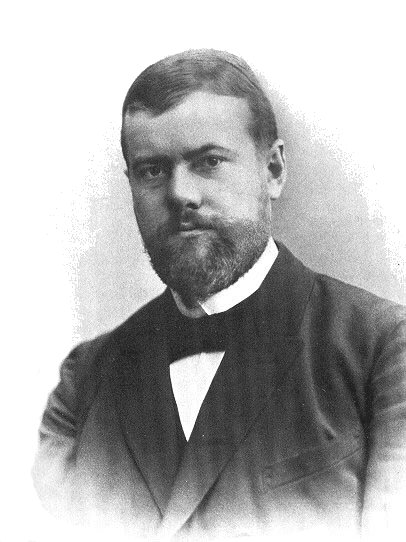
Max Weber, 1894

Der Begriff der Herrschaft wird allerdings heute in der von Max Weber durchgesetzten Bedeutung des legitimierten Machtverhältnisses verstanden. Weber war der erste, der den Begriff Legitimität mit Herrschaft zusammenbrachte. Vor Weber bezog sich Legitimität auf den Staat und die Form der Regierung. In der antiken politischen Philosophie bezog sich Herrschaft auf Gesetze, die das Zusammenleben der Menschen im Staat regelten. Im Feudalismus wurde Herrschaft als persönliche Beziehung von Herr und Vasall gedacht. Der Herr oder der Vasall konnte abtrünnig werden, dies betraf aber nicht die gottgegebene Basis der Legitimität als solche. Durch den Säkularisierungsprozess der Neuzeit stellt sich die Frage der Herrschaft im Zusammenhang mit ihrer Legitimität. Herrschaft ist nicht etwas immer schon Vorhandenes, wie in der Antike oder etwas Gottgewolltes wie im Feudalismus, sondern etwas von Menschen Gemachtes und damit auch Hinterfragbares. Max Webers typologische Antwort bringt zwar Legitimität und Herrschaft zusammen, aber es kann bei Max Weber keine illegitime Herrschaft geben. Entweder es gibt Gehorsam, dann gibt es Herrschaft oder es gibt keinen Gehorsam, dann existiert auch keine Herrschaft.
Damit hat Max Weber den Blick auf die tatsächlichen Verhältnisse und das Rechtssystem geworfen. Es waren z. B. Talcott Parsons oder Norbert Elias, die Webers Frage der Herrschaft auf die Frage nach den Bedingungen der Herrschaft erweiterten. Diese Fragestellung liegt aber jenseits des Begriffs der Herrschaft. Weber unterscheidet drei Typen von Herrschaft anhand des Grundes der Akzeptanz ihrer Legitimität durch die Beherrschten:

„[Herrschaft] kann rein durch Interessenlage, also durch zweckrationale Erwägungen von Vorteilen und Nachteilen seitens des Gehorchenden, bedingt sein. Oder andererseits durch bloße ‚Sitte‘, die dumpfe Gewöhnung an das eingelebte Handeln; oder sie kann rein affektuell, durch bloße persönliche Neigung des Beherrschten, begründet sein.“

Dabei liege gemäß Weber im ersten Fall „legale Herrschaft“, im zweiten Fall „traditionale Herrschaft“ und im dritten Fall „charismatische Herrschaft“ vor.

#### Legale Herrschaft
Legale Herrschaft basiert auf den folgenden Vorstellungen:
- jedes Recht durch Paktierung oder Oktroyierung ist rational, zweckrational oder wertrational orientiert,
- jedes Recht kann mit einem Kontrakt festgestellt werden und
- der legale Herr ist selber diesem Recht gehorsam.

Hier wird die Legitimität der Herrschaft mit einer Satzung festgestellt.
Der reinste Typus der legalen Herrschaft ist die Bürokratie mit einem Verwaltungsstab. Der Verwaltungsstab besteht typischerweise aus dem Leiter, der durch Wahlen oder durch Nachfolger-Designation als solches bezeichnet wird, sowie Einzelbeamten. Hier ist der Befehlende dem Typus nach ein Vorgesetzter, der Typus des Verwaltungsstabes ist Behörde mit Beamten und endlich die Gehorchenden sind hier die Mitglieder oder auch Bürger.
Aber auch außerhalb einer klassischen Bürokratie liegt legale Herrschaft immer dann vor, wenn eine Person bestimmte Handlungen bloß deshalb ausführt oder unterlässt, um einer gesetzlichen Strafe zu entgehen. Hier liegt eine klassische zweckrationale Abwägung vor, da diese Person das Gut der Ausübung einer Handlung dem Übel einer zu befürchtenden Strafe gegenüberstellt. Diese Form der Herrschaft ist im Gegensatz zu etwa charismatischer Herrschaft an Institutionen gebunden, da ohne eine funktionierende Exekutive auch kein tatsächlicher Vollzug der Strafe zu erwarten ist.

#### Traditionale Herrschaft
Traditionale Herrschaft (gelegentlich und nicht dem Wortlaut bei Weber gemäß traditionelle Herrschaft genannt) besteht, wenn die Legitimität sich stützt und geglaubt wird auf Grund der Heiligkeit altüberkommener Ordnungen und Herrengewalten. In diesem Fall wird kraft der Tradition gehorcht. Im Gegensatz zur legalen Herrschaft ist der Herrschende hier nicht der Vorgesetzte, sondern persönlich der Herr. Sein Verwaltungsstab besteht nicht aus Beamten, sondern aus persönlichen Dienern. Die Beherrschten sind nicht Mitglieder des Verbandes, sondern entweder traditionelle Genossen oder Untertanen. Und im Gegensatz zur legalen Herrschaft werden die Beziehungen des Verwaltungsstabes zum Herrn nicht durch die sachliche Amtspflicht bestimmt, sondern durch persönliche Dienertreue. Zudem wird nicht den Satzungen gehorcht, wie bei der legalen Herrschaft, sondern der Tradition oder dem durch die Tradition genannten Herrn. Seine Befehle werden sowohl durch Inhalt der Tradition als auch durch seine freie Willkür legitimiert.
In vormodernen Gesellschaften ist Herrschaft außerdem durch die Vorstellung legitimiert, dass emotionale Bande Herrscher und Beherrschte verbinden. Die hierarchische Asymmetrie wurde mit der menschlichen Natur begründet, nach der nicht Interessen und Bedürfnisse, sondern Gefühle soziale Beziehungen gestalten. Als emotionale Treiber, die Herrschaft durchsetzen und sie akzeptabel machen würden, galten Liebe und Schrecken. Beide konnten positiv bewertet werden, jedoch auch zur Differenzierung guter von schlechter Herrschaft verwendet werden, so dass die Möglichkeit geschaffen wurde, Herrschaft zu kritisieren. Die Normen, denen die Herrschaft unterlagen, waren an menschliche Grundkonstitutionen angebunden. Die Praxis der Herrschaft in vormodernen Gesellschaften bedurfte der Verständigungen, die indes nicht durch willentliche Vereinbarungen und gemeinsame Nutzerwartungen entstanden, sondern durch gefühlsmäßige Gemeinsamkeiten der Herrscher und Beherrschten.
Der Herr kann sowohl mit als auch ohne einen Verwaltungsstab herrschen. Jedoch ist die Herrschaft ohne Verwaltungsstab der typische Fall traditionaler Herrschaft. Formen traditionaler Herrschaft sind in der Regel:
- Gerontokratie: die Herrschaft des Ältesten im Verband als der beste Kenner der Tradition
- primärer Patriarchalismus: die Herrschaft von Einzelnen innerhalb des Hauses infolge der Erbregeln.

Im Fall des Entstehens eines Verwaltungsstabes stellt sich die traditionale Herrschaft als Patrimonialismus mit ständischer Struktur dar, in der Herrengewalt herrscht. Hier wird meistens Hierarchie durch Privilegien durchbrochen.

#### Charismatische Herrschaft
Charisma ist nach Weber eine geltende Qualität einer Persönlichkeit, um derentwillen sie als mit übernatürlichen oder übermenschlichen oder mindestens spezifisch außeralltäglichen oder nicht jedem anderen zugänglichen Kräften oder Eigenschaften oder als gottgesandt oder als vorbildlich und deshalb als „Führer“ gewertet wird. Hier wird also kraft der persönlichen Qualitäten gehorcht. Als Befehlende können hier Propheten, Kriegsfürsten oder Führer auftreten. Gehorchende können für Propheten Jünger, für Kriegsfürsten die Gefolgschaft und für Führer Vertrauensmänner sein.
Es gibt hier keine Hierarchie, keine Zuständigkeitsbereiche, keine Kompetenzen und kein Gehalt oder Pfründe, weil die Gehorchenden dem Freundschaftskreis des Führers angehören. Es gibt nur örtliche und sachliche Grenzen von Charisma. Die Legitimität der charismatischen Herrschaft geht verloren, wenn das Charisma verschwindet. Sie verwandelt sich im Laufe der Zeit zur traditionalen Herrschaft, wenn sie nicht bis dahin verschwindet.

## Staatswissenschaften
Fast alle klassischen Theorien der Politischen Philosophie (mit Ausnahme des Anarchismus) setzen die Herrschaft einer Person oder eines Personenkreises über die Bevölkerung eines Staates voraus. Dabei werden in der Staatstheorie jeweils Erklärungen gegeben, wie diese Herrschaft organisiert sein solle und warum sie erforderlich wird. Darüber hinaus geben einige Klassiker jedoch auch eigene Charakterisierungen der Herrschaft an sich. Im Fokus steht dabei weniger Webers Frage, was den Bestand der Herrschaft sichere (wobei dies auch von Bedeutung ist), sondern mehr die Frage, was (moralisch) gute Herrschaft von schlechter Herrschaft unterscheide. „Legitimität“ bezieht sich hierbei nicht (wie bei Weber) auf die Gründe, aus denen die Beherrschten das Herrschaftsrecht der Herrschenden anerkennen, sondern auf diejenigen Gründe, aus denen die Herrschaft tatsächlich moralisch gerechtfertigt ist. Zudem wird von den Klassikern eine Einteilung der Herrschaftsformen vorgenommen, die auch häufig mit dem Konzept eines Verfassungskreislaufes verbunden war.

### Platon
Platon entwirft seine politische Philosophie insbesondere im Dialog Politeia. Dort vertritt er die Ansicht, dass Staaten entstehen, wenn Gruppen von Personen beginnen sich zusammenzuschließen und dabei eine Arbeitsteilung vorzunehmen. Diese Aufgabenteilung erlaube eine Ausführung der Aufgaben in höherer Qualität: Wenn sich eine Person nur auf einen bestimmten Beruf spezialisiert, könne sie ihre Fähigkeiten in diesem Gebiet viel eher verfeinern und so z. B. bessere (oder auch einfach mehr) Schuhe herstellen als jemand, der sich mit allen Dingen selbst versorgen möchte. Dieser Vorteil der Aufgabenteilung gilt laut Platon auch für die Politik: Er schlägt ein System von drei Ständen vor. Die größte Zahl der Menschen solle in einen Handwerker- und Bauernstand fallen, welcher der praktischen Arbeit nachgehen solle. Für die Überwachung dieses Standes sowie die Verteidigung der Stadt sei der Wächterstand zuständig. Aus dem Wächterstand heraus solle sich der Stand der Regenten rekrutieren; als Regenten seien idealerweise Philosophen geeignet, Platon befürwortet hier also eine Philosophenherrschaft.
Platon sieht die verschiedenen real existierenden Herrschaftsformen als Verfallsformen des idealen Staates (der „Politeia“). In der Aristokratie herrschen nur die „Besten“, also die Philosophen. Die Timokratie ist die Herrschaft der Ehrenhaften (nach Platon normalerweise die Wächter), welche immer noch an der Gerechtigkeit orientiert ist. Aus dieser kann sich jedoch eine Oligarchie entwickeln, wenn die Bevölkerung Ehre mit Reichtum verwechselt und so eine Herrschaft der Reichen entsteht. Wenn diese ungerecht herrschen, kann sich das Volk gegen sie erheben und es entsteht eine Demokratie, in der allerdings chaotische Zustände vorliegen. Dies kann wiederum dazu führen, dass das Volk einen Demagogen zu seinem Herrscher ernennt und eine Tyrannei entsteht. Schließlich ist auch im schlimmsten Fall noch eine Herrschaft der Ungebildeten möglich, eine Ochlokratie.

### Aristoteles
Im Gegensatz zu Platon, der ausschließlich staatliche Herrschaft beschreibt, versucht Aristoteles in seinem Werk Politik einen umfassenderen Herrschaftsbegriff zu verwenden. Dieser trifft auch auf den Oikos (den griechischen Haushalt einschließlich Sklaven) zu. Der Oikos wird zum Zweck der Erhaltung des eigenen Lebens gegründet, da wie bei Platon hier die Vorteile der Arbeitsteilung genutzt werden können. Dabei fungieren die Sklaven als „Werkzeuge“ des Hausherren, da der Hausherr über ein planerisches Vermögen verfüge, das dem Sklaven fehle, jedenfalls wenn diese „Sklaven von Natur“ seien. Andernfalls handle es sich um solche Sklaven, die dies gerechterweise nicht sein dürften. Auch die Herrschaft des Mannes über die Frau sei insofern gerechtfertigt, als „das Männliche […] von Natur aus mehr zur Leitung geeignet[ist], als das Weibliche (wenn nicht etwa ein Verhältnis gegen die Natur vorhanden ist)“ In allen Herrschaftsverhältnissen im Oikos wie im Staat sei die Tugend der Besonnenheit erforderlich, sodass die Beherrschten ihre (v. a. intellektuelle) Unterlegenheit anerkennen und versuchen, als Beherrschte ein möglichst gutes Leben zu verwirklichen.
| Anzahl der Herrscher | legitime Herrschaft | illegitime Herrschaft |
| Einzelherrschaft     | Basilie/Monarchie   | Tyrannis              |
| Gruppenherrschaft    | Aristokratie        | Oligarchie            |
| Mehrheitsherrschaft  | Politie             | Demokratie            |

Im Gegensatz zum Oikos wird der Staat gegründet, um nicht nur das Leben zu erhalten, sondern auch ein selbstgenügsames, autarkes Leben zu erreichen. Der Staat unterscheide sich vom Oikos nicht nur durch seine Größe, sondern auch dadurch, dass er eine „Gemeinschaft von Freien“ darstelle. Aristoteles unterscheidet dabei nach zwei Kriterien sechs Herrschaftsformen (siehe Tabelle): Erstens anhand der Zahl der Herrschenden und zweitens anhand deren Absichten. Da es im Staat um die Herrschaft über Freie geht, dürften diese nicht despotisch und im Sinne des Eigennutzes regiert werden. Legitim sind also diejenigen Herrschaftsformen, in denen die Herrschenden den Gemeinnutz im Auge haben, die übrigen Herrschaftsformen sind illegitim. Hinzu kommt jedoch, dass ein einziger Herrscher seine Absichten effektiver durchsetzen könne als die gesamte Bevölkerung, da hier nur schwierig Einigkeit herzustellen sei. Daher sei die Monarchie besser als die Aristokratie und die Politie (bzw. auch Timokratie). Bei den illegitimen Herrschaftsformen ist es entsprechend umgekehrt: Da ein Tyrann seine schlechten Absichten besser durchsetzen kann als eine demokratische Menge, sei die Tyrannei schlimmer als die Demokratie.
Der Kirchenvater Augustinus erachtete jegliche Herrschaft als defiziente Form der menschlichen Gemeinschaft, die jedoch als Folge des Sündenfalls notwendig sei. Falls ohne Gerechtigkeit, sei der Staat nichts anderes als eine Räuberbande, wie er in seinem Werk De civitate Dei ausführt, ohne positive Beispiele eines gerechten Staates anzugeben. Seine Auffassung übte Wirkung im Mittelalter aus, oft in dem Sinne, dass Herrschaft gerechtfertigt wurde, da sie als nicht abwendbar vorgestellt wurde. Jedoch konnte seine Auffassung auch verwendet werden, um die Herrschaft weltlicher Herrscher zu delegitimieren und um sie einer besseren Herrschaft von Geistlichen entgegenzustellen.

### Machiavelli
Als frühneuzeitlicher Klassiker der Staatsphilosophie gilt Niccolò Machiavelli, der vor allem in seiner Schrift Der Fürst für einen zum Teil autoritär geprägten Stil der Machtpolitik plädierte, welcher später als Machiavellismus bezeichnet wurde. Dabei legt er Wert darauf, dass ein guter Herrscher auch in der Lage sein müsse, die Macht zu erobern und sich an der Macht zu halten. Hierbei sei es hilfreich, die Liebe des Volkes zu gewinnen und als „huldreich und gnädig“ zu gelten. Dieses Ziel dürfe jedoch nicht zu sehr oben an gestellt werden, denn „[w]enn es darauf ankommt, die Untertanen in Einigkeit und Gehorsam zu erhalten, dann muß einem Fürsten der Vorwurf der Grausamkeit sehr gleichgültig sein“. Jedoch müsse ein Fürst darauf achtgeben, sich nicht den Hass des Volkes zuzuziehen, da dies seine Macht in Gefahr bringe.

### Vertragstheorien
In der politischen Philosophie der Neuzeit wurden insbesondere in Anschluss an Thomas Hobbes Vertragstheorien zunehmend populär. Solche Theorien wurden unter anderem von Locke, Rousseau und Kant, in der Moderne auch von Rawls vertreten. Dieser Idee nach schließen die Mitglieder einer Gesellschaft einen hypothetischen Vertrag, in dem sie sich auf eine staatliche Ordnung festlegen. Die Art dieser Ordnung ist je nach Theoretiker stark unterschiedlich. So soll nach Hobbes ein Machiavellis Idealen nicht unähnlicher Souverän als Leviathan die Gesellschaft regieren. Andere Theorien verfolgen als Ideal eine weit weniger autoritär geprägte Gesellschaftsordnung. Insgesamt wird in diesen Theorien die Herrschaft eine Frage der Vertragstreue, da sich die Mitglieder der Gesellschaft an den hypothetischen Vertrag insoweit gebunden sehen, als dieser durch die staatliche Ordnung erfüllt wird.

## Herrschaftsformen
Herrschaft kann ungeachtet der obigen Ausführung auch danach unterschieden werden, welche Personen oder Gruppen sie ausüben. Diese Interpretation findet insbesondere in der Politikwissenschaft und den Rechtswissenschaften Anwendung. Hier wird die Pluralität des Begriffes deutlich, der sowohl positiv als Herrschaft des Volkes in der Demokratie wie auch negativ, beispielsweise als NS-Herrschaft verwendet wird. Dies ist abzugrenzen zu den Regierungssystemen, die danach unterschieden werden, wer Träger der Staatsgewalt ist, sowie den Staatsformen im engeren Sinne, die nach der Stellung des Staatsoberhauptes unterschieden werden.

## Geschichtswissenschaft
In der Geschichtswissenschaft ist Herrschaft die Ausübung der Macht über Untergeordnete und Abhängige durch Machtmittel. Herrschaft ist nur legitim, wenn über dem Herrscher und dem Beherrschten stehende Rechte zur Machtausübung eingehalten werden. Der Ursprung der Herrschaft ist in der Hausherrschaft (Gewalt des Hausherrn über die Hausgenossen) zu suchen; aus dieser entwickelte sich die Grundherrschaft. Der Ausübende der Grundherrschaft war der Adel. Die Königsherrschaft, die ihre Legitimität durch symbolische Rituale (Wahlen, Salbung, Krönung) und durch Herrschaftsinsignien repräsentierte, war im Feudalismus nur eine Sonderform der Adelsherrschaft (vgl. Lehnsherrschaft). Im Zeitalter der Stände ist die Macht des Herrschers durch erzwungene Herrschaftsverträge beschränkt. In der Neuzeit setzte sich die einheitliche Staatsgewalt durch. Die neuen Herrschaftsformen unterliegen einem fortlaufenden Prozess der Neuorientierung ihrer Legitimitätsgrundlage.